# Matheus Dias
Matheus dos Santos Dias (San Paolo, 9 maggio 2002) è un calciatore brasiliano, centrocampista del Nacional in prestito dall'Internacional.

## Carriera
Matheus Dias si è unito alle giovanili dell'Internacional nel 2021, in prestito dalla Tombense. Il 21 dicembre dello stesso anno è stato promosso in prima squadra in vista della prossima stagione.
Ha esordito fra i professionisti il 2 febbraio 2022, sostituendo Andrés D'Alessandro nel pareggio per 0-0 in casa del São Luiz nel Campionato Gaúcho. Il 28 aprile il club ha esercitato la sua clausola rescissoria, pagando 500.000 real per il 60% dei suoi diritti sportivi.
Ha esordito in Série A l'8 novembre 2022, sostituendo Johnny Cardoso nella vittoria per 1-0 contro il São Paulo. Il 6 febbraio successivo ha rinnovato il proprio contratto fino al 2027.

## Statistiche

### Presenze e reti nei club
Statistiche aggiornate al 18 maggio 2022.
| Stagione        | Squadra         | Campionato      | Campionato | Campionato | Coppe nazionali | Coppe nazionali | Coppe nazionali | Coppe continentali | Coppe continentali | Coppe continentali | Altre coppe | Altre coppe | Altre coppe | Totale | Totale | Totale |
| Stagione        | Squadra         | Comp            | Pres       | Reti       | Comp            | Pres            | Reti            | Comp               | Pres               | Reti               | Comp        | Pres        | Reti        | Pres   | Reti   |        |
| --------------- | --------------- | --------------- | ---------- | ---------- | --------------- | --------------- | --------------- | ------------------ | ------------------ | ------------------ | ----------- | ----------- | ----------- | ------ | ------ | ------ |
| 2022            | Internacional   | PD/RS+A         | 1+2        | 0          | CB              | 0               | 0               | CS                 | 0                  | 0                  |             | -           | -           | 3      | 0      |        |
| 2023            | Internacional   | PD/RS+A         | 8+2        | 0          | CB              | 2               | 0               | CL                 | 3                  | 0                  |             | -           | -           | 15     | 0      |        |
| Totale carriera | Totale carriera | Totale carriera | 13         | 0          |                 | 2               | 0               |                    | 3                  | 0                  |             | -           | -           | 18     | 0      |        |